# Simitarra de McClelland
La simitarra de McClelland (Erythrogenys mcclellandi) és un ocell de la família dels timàlids (Timaliidae).

## Hàbitat i distribució
Habita zones amb matolls densos, herba i bosc obert de les muntanyes del sud d'Assam i oest de Myanmar.